# Albert Bogaert
Albert Joseph Bogaert (Izegem, 20 februari 1915 - Jabbeke, 26 juni 1980) was burgemeester van Jabbeke en Belgisch senator.

## Levensloop
Albert Joseph Bogaert werd geboren als voorlaatste in het Izegemse gezin met vijftien kinderen van Karel Bogaert (1863-1920) en Romanie Vanden Berghe (1871-1932). Hijzelf trouwde met Rachel Dedeurwaerdere en ze kregen zeven kinderen.
Hij werd licentiaat in de handelswetenschappen en vestigde zich in Jabbeke waar hij een sigarenfabriek stichtte. Later was hij, ten behoeve van een van zijn zoons, medestichter van Mercator Press. Hij was ook medevennoot van de Maatschappij voor Hoogzeevisserij.
In 1941 werd hij benoemd tot burgemeester van Jabbeke. Hij besloot in 1943 dat dit niet zo verstandig was geweest en nam ontslag. Hij werd na de oorlog niet verontrust, omdat hij bij de lokale bevolking de volle steun genoot. Bij de eerste naoorlogse verkiezingen van oktober 1946 werd hij tot gemeenteraadslid verkozen en vanaf 1 januari 1947 was hij burgemeester. Hij bleef het ambt behouden tot aan zijn dood.
Actief in het bestuur van de CVP binnen het arrondissement Brugge, slaagde hij er in zich door dit bestuur te laten aanstellen tot lijsttrekker voor de Senaat bij de verkiezingen van 1961, in vervanging van de 'vaste waarde' Robert Ancot. Hij werd regelmatig herkozen en zetelde tot 9 maart 1977.
Bogaert was voorzitter van de senaatscommissie voor openbare werken en had in die hoedanigheid medezeggenschap in dit belangrijk departement. Hij was ook actief in de senaatscommissie voor buitenlandse handel. In de periode december 1971-april 1977 had hij als gevolg van het toen bestaande dubbelmandaat ook zitting in de Cultuurraad voor de Nederlandse Cultuurgemeenschap, die op 7 december 1971 werd geïnstalleerd en de verre voorloper is van het Vlaams Parlement. Hij was tevens actief in de vereniging 'Vlamingen in de Wereld' en behartigde mee de belangen van uitgeweken Vlamingen.
Samen met enkele parlementsleden verzette hij zich (vergeefs) tegen de overheveling van het arrondissement Komen-Moeskroen van West-Vlaanderen naar Henegouwen.
Lokaal was Bogaert voorzitter van de intergemeentelijke elektriciteitsverdeler IMEWO en van de gasverdeler INTERMIXT. Hij stond mee aan de wieg van Tevewest, het intercommunale televisiekabelbedrijf.
Een van zijn zoons, Rik Bogaert, had ambitie om, na zijn vader, parlementslid te worden en stond al bij de wetgevende verkiezingen van 1977 en 1978 op (onverkiesbare) plaatsen op de Kamerlijst. Hij overleed echter enkele maanden voor zijn vader, door een hartstilstand terwijl hij voetbalde. Zijn kleinzoon, Hendrik Bogaert, werd later burgemeester van Jabbeke, volksvertegenwoordiger en staatssecretaris.